# Roger de Damas d'Antigny
Roger, comte de Damas, est né à Paris le 4 septembre 1765, fils cadet du marquis Jacques François de Damas et de Zéphyrine de Rochechouart, frère de Charles César, duc de Damas. Il est un cousin utérin de Charles-Maurice de Talleyrand-Périgord. Officier français puis, émigré, colonel dans l'armée Russe, à la Restauration, lieutenant général puis député de la Haute-Marne, il meurt en 1823 au château de Cirey. 

## Biographie
Son oncle le duc de Châtelet, ancien ambassadeur en Angleterre, commande le régiment du Roi, véritable école d'application où sont formés les futurs cadres des armées . Roger de Damas d'Antigny entre fort jeune comme officier dans le régiment du Roi. Capitaine en second en 1784, il met fin à l'affaire de la rose par un duel avec le duc de Broglie en 1787 puis il accomplit un voyage à Berlin pour son instruction militaire. Absent de France de 1787 à 1790, il reçoit son brevet de colonel du Roi en décembre 1789, ayant combattu contre l'Empire ottoman comme officier français au service du Saint-Empire pendant la guerre austro-turque de 1788-1791. Peu satisfait du service autrichien, il décide de rejoindre les armées russes sur le Danube en 1787 pour continuer la guerre contre les Turcs. Il combat sous l'uniforme blanc de sa patrie la France, aux côtés des princes de Ligne et de Nassau, puis à partir de la Révolution sous l'uniforme vert de la Russie aux côtés de Potemkine. De sa propre initiative, il prend d'assaut le vaisseau amiral turc et offre à l'impératrice Catherine II de Russie son trophée : le drapeau amiral turc. Il participe à la prise d'Otchakov en 1788, puis à celle d'Ismaïl. Il reçoit deux croix de Saint Georges en 1788 et en 1791.
Il fait un séjour en France en 1789-1790 pendant la Révolution, mais la quitte pour retourner au service de la Russie. Il rejoint l'émigration royaliste et prend le commandement de la Légion noire de Mirabeau qui prendra le nom de Légion de Damas lorsque la vicomtesse de Mirabeau lui vendra le titre. Il réalise dans les armées des Princes et de Condé plusieurs campagnes de 1794 à 1798. Il est propriétaire et colonel de la légion, à charge pour lui de verser chaque année, pendant dix ans, 3 000 livres à Victor Claude, fils de Mirabeau lequel parvenu à vingt-trois ans pourra redevenir propriétaire du corps. L'ancienne armée de Condé est prise à la solde de la Russie,.
En 1798, avec l'assentiment de l'empereur Pauler de Russie, il entre au service du royaume de Naples. Il participe à la campagne contre l'armée française de Jean-Étienne Championnet pendant la guerre de la Deuxième Coalition, sous les ordres du général autrichien Karl Mack, puis à la guerre de l'Armée de la Sainte Foi, fidèle aux Bourbon de Naples, contre la République napolitaine. De 1804 à 1806, il devient lieutenant général et inspecteur général des armées du royaume de Naples et commande de nouveau contre l'armée française en 1806 pendant la guerre de la Troisième Coalition,.
Sous la Restauration, de 1814 à 1817, il est nommé gouverneur de la Lorraine (4e Nancy), de l'Alsace (5e Strasbourg) et des Trois-Évêchés (3e Metz), puis gouverneur de la 19e division militaire, ainsi que grand-croix de Saint-Louis, chevalier de la Légion d'honneur et député de la Haute-Marne.

## Littérature
Dans Dialogues des carmélites, Georges Bernanos en fait le meilleur ami du chevalier de la Force et un prétendant à la main de la sœur de ce dernier et personnage central de la pièce, Blanche de La Force.

## Sources bibliographiques
- « Roger de Damas d'Antigny », dans Adolphe Robert et Gaston Cougny, Dictionnaire des parlementaires français, Edgar Bourloton, 1889-1891 [détail de l’édition]

Cet article comprend des extraits du Dictionnaire Bouillet. Il est possible de supprimer cette indication, si le texte reflète le savoir actuel sur ce thème, si les sources sont citées, s'il satisfait aux exigences linguistiques actuelles et s'il ne contient pas de propos qui vont à l'encontre des règles de neutralité de Wikipédia.
- Emmanuel de Waresquiel et Benoît Yvert, Histoire de la Restauration (1814-1830) : naissance de la France moderne, Perrin, 1996, 499 p. (ISBN 978-2-262-00912-0)
- Archives généalogiques et historiques de la noblesse de France, ou, Recueil de preuves, mémoires et notices généralogiques, servant à constater l'origine, la filiation, les alliances et les illustrations religieuses, civiles et militaires de diverses maisons et familles nobles du royaume, pages 209-211. Tome cinquième, Louis Lainé, Paris, 1836
- Dictionnaire historique et biographique des généraux français: depuis le onzième siècle jusqu'en 1822, pag. 131–133, Tome cinquième (Coss-Exc), Jean Baptiste Pierre Jullien de Courcelles, Imprimerie De Plassan, 1822
- (en) The Edinburgh Annual Register, Walter Scott, pag. cclxxvii-cclxxviii, Vol. 9 – Part 1 et 2, John Ballantyne and Co., 1820
- (en) Memoirs of the Comte Roger de Damas (1787-1806), Jacques Rambaud, traduction de Rodolph Stawell, Chapman and Hall Ltd., Londres, 1913
- Jacques-Alphonse Mahul, Annuaire nécrologique, ou Supplément annuel et continuation de toutes les biographies ou dictionnaires historiques, 4e année, 1823, Paris : Ponthieu, 1824, p.81-90